# Libertarismo de izquierda
El término libertarismo de izquierda (en inglés, left-libertarianism) se refiere a un grupo de filosofías económicas y políticas minoritario dentro del movimiento libertario, cuyo punto en común sería su énfasis en la libertad individual y en la búsqueda de la igualdad entre las personas.
En algunos casos, estas diferentes ideas vinculan el libertarismo laissez faire con algunas características que se interpretan como pertenecientes a la izquierda política, pero sin adherirse a alguna forma de socialismo.
Según The Routledge Companion to Social and Political Philosophy:

El término "libertarismo de izquierda" tiene al menos tres significados. En su sentido más antiguo, es un sinónimo de anarquismo en general o social en particular. Más tarde se convirtió en un término para el ala izquierda o Konkinita del movimiento libertario de libre mercado, y desde entonces ha llegado a cubrir un rango de posiciones pro-mercado pero anticapitalistas, en su mayoría anarquistas individualistas, incluyendo agorismo y mutualismo, a menudo con una implicación de simpatías (como el feminismo radical o el movimiento obrero) que no suelen compartir los anarcocapitalistas. En un tercer sentido, recientemente se ha aplicado a una posición que combina la autopropiedad individual con un enfoque igualitario de los recursos naturales; La mayoría de los defensores de esta posición no son anarquistas.

Los diferentes tipos de libertarios de izquierda suelen entender su pertenencia a la izquierda de un modo distinto a cómo lo haría la mayoría de movimientos de izquierda política, puede ser por alguna afinidad táctica, cultural o alguna preocupación económica. A su vez, se diferencian de la mayoría de corrientes del libertarismo, las cuales no quieren definirse dentro de la derecha o la izquierda políticas (ver: Gráfico de Nolan y espectro político); o prefieren identificarse con la derecha política.
El libertarismo de izquierda se ha desarrollado como un grupo minoritario dentro de los Estados Unidos desde la segunda mitad del siglo XX.

## Posibles antecedentes dentro del liberalismo clásico
La Escuela Steiner–Vallentyne, la más asociada en el debate académico al término «libertarismo de izquierda», sostiene que los originarios «libertarios de izquierda» -en el sentido que esta corriente usa el término- fueron personajes históricos como Hugo Grotius (siglo XVI), John Locke (siglo XVII), Adam Smith (siglo XVIII), Thomas Paine (siglo XVIII), Herbert Spencer (siglo XIX) y en especial Henry George (siglo XIX), en el sentido de que estos liberales clásicos, o precursores del liberalismo clásico, abogaron por una armonización por la propiedad común de los recursos naturales y por la compensación pecuniaria por el uso de dichos recursos. (Ver: Escuela Steiner–Vallentyne).

## Socialismo libertario
Otro significado se refiere al llamado anarquismo socialista, un término que agrupa a todas las formas de anarquismo clásico, en su gran mayoría formuladas en el siglo XIX, que abogaban por alguna forma de economía socialista o anticapitalista; y al socialismo libertario, término que agrupa al anterior y a algunas ideologías no-anarquistas aunque con supuesta afinidad antiautoritaria, como el marxismo libertario. En este caso «libertarismo de izquierda» sería un término alterno a unos términos principales de mayor uso, por lo que no se ha desarrollado más allá de un vago sinónimo de escaso uso. 

## Ramas minoritarias del libertarismo
El siguiente significado se refiere a pequeños movimientos políticos-activistas surgidos como ramas minoritarias del libertarismo en Estados Unidos.

### Nuevo libertarismo
El «libertarismo de izquierda» - que originalmente se llamó «nuevo libertarismo» - tiene su origen entre algunos seguidores de Murray Rothbard, en particular Samuel Edward Konkin III. Konkin teorizó el nuevo libertarismo o libertarismo de izquierda como una estrategia política para llegar a las mismas metas del libertarismo y el anarcocapitalismo sin necesidad de un partido político, en medio de su lucha contra la formación del Partido Libertario de Estados Unidos en 1973. En su New Libertarian Manifesto (Manifiesto neo-libertario) de 1980 Konkin explica que el nuevo libertarismo o libertarismo de izquierda es una teoría de estrategia política: "Un libertario de izquierda es aquel activista, organización o tendencia que se opone al parlamentarismo (política electoral), defiende la contraeconomía, y prefiere alianzas con tendencias radicales y revolucionarias antes que con aquellas conservadoras." Los componentes de esta estrategia política son el «rothbardismo de izquierda» y la «contraeconomía».
El «rothbardismo de izquierda» era la idea de Konkin de que en vez de formar un partido político se tenía que retomar la senda de un movimiento social en el mismo estilo de la antigua alianza antiguerra del libertarismo, el anarcocapitalismo, la Old Right y la Nueva Izquierda de los años 60, alianza en la que algún momento estuvieron involucrados Murray Rothbard, Karl Hess y David Friedman, y retomar la línea editorial del extinto periódico Left and Right, editado por Rothbard. Esta vía de activismo no-partidista fue abandonada por los libertarios y anarcocapitalistas de los 60s (incluyendo el líder de este movimiento, Rothbard) por no dar los resultados esperados, según los involucrados sobre todo porque la Nueva Izquierda se convirtió rápidamente en un movimiento estatista e intolerante. A quienes mantuvieron la posición de continuar la alianza con la extrema izquierda y hacer activismo social en vez de la vía partidista, Konkin los llamó extemporáneamente «rothbardianos de izquierda», Karl Hess —aunque fue militante y editor vitalicio de las publicaciones del Partido Libertario— sería para Konkin un referente de esta línea de acción. La otra parte del «nuevo libertarismo» era la promoción del mercado clandestino pacífico, emulando las tácticas de acción directa de la extrema izquierda, como forma de restar poder al Estado. A esto Konkin lo llamó «contraeconomía», más tarde esta idea formaría parte de una más sistemática teoría de estrategia política llamada agorismo. La mayoría de los simpatizantes «neolibertarios» o «libertarios de izquierda» originales fueron captados por Konkin en los 70s en ambientes internos y cercanos al Partido Libertario. La influencia de los «neolibertarios» fue siempre mínima y con el tiempo disminuyó hasta casi desaparecer.

### Libre mercado anticapitalista
Posteriormente un Konkin tardío, en 2003, un año antes de su muerte, afirmó que sus ideas habían cambiado de un original pro-capitalismo con tácticas de izquierda radical hacia unas ideas que llamó "anticapitalistas" (usando una interpretación personal del término) aunque siguiendo la misma senda del extremo libre mercado. Luego de la muerte de Konkin a inicios del siglo XXI, algunos de sus simpatizantes modificaron el significado del término «libertarismo de izquierda», ampliándolo más allá del significado original «rothbardiano de izquierda» y de las tácticas «agoristas», dándole el nuevo sentido de una alianza flexible entre varias facciones marginales del libertarismo y del anarquismo, que asimilaron causas de la izquierda radical, y que en algunos casos intentaron construir una teoría común que llamaron «libre mercado anticapitalista» o «anarquismo de mercado de izquierda». En esta ampliación del significado puede que se incluyan, como no, reivindicaciones asociadas al movimiento obrero del siglo XIX y XX, el rescate o la reinterpretación de los anarcoindividualistas del siglo XIX y de antiguas teorías de socialismo de mercado no-estatal del siglo XIX como supuestos antecedentes suyos, o el apoyo a las causas del feminismo radical. Referentes teóricos de esta reciente rama son el profesor Roderick Long y el escritor Kevin Carson.

### El libertarismo como ideología izquierdista
Sin embargo, en otro giro más del significado dentro del libertarismo, según Sheldon Richman el «libertarismo de izquierda» en su teoría económica y legal no difiere o no debe diferir en nada en su esencia de la de los libertarios o anarcocapitalistas estándar, generalmente de tradición económica austriaca, y sobre la base de los derechos de propiedad lockeanos. Lo que importa para Richman es más bien una cuestión de identidad cultural e histórica en la que todo el libertarismo (incluyendo el mayoritario) se entienda a sí mismo como ya siendo parte de la «izquierda», pues considera que existen razones históricas para considerar al libertarismo como una ideología izquierdista, como el caso del liberal laissez faire Frédéric Bastiat quien se sentaba a la izquierda de la Asamblea Nacional francesa representando la oposición al statu quo.

## Escuela Steiner–Vallentyne
Posiblemente el uso más representativo de «libertarismo de izquierda» es la teoría de filosofía política conocida también como Escuela Steiner–Vallentyne. Teoría formulada en los años 90 del siglo XX como una variante filosófica minoritaria del libertarismo, es el uso más conocido de los términos «libertarismo de izquierda» especialmente en el mundo intelectual y académico de Estados Unidos y Reino Unido tal como lo registran obras académicas y diccionarios especializados en filosofía política. Este libertarismo de izquierda contemporáneo incorpora un igualitarismo económico en los conceptos liberales clásicos de propiedad de uno mismo y apropiación de la tierra, combinados con puntos de vista geoístas o fisiocráticos con respecto a la propiedad de la tierra y los recursos naturales (por ejemplo, los de John Locke y Henry George). Sostienen que es ilegítimo para cualquier persona reclamar la propiedad privada de los recursos naturales en detrimento de otros. En cambio, los recursos naturales no apropiados o no son propiedad o son propiedad en común y la apropiación privada es solo legítima si todos pueden apropiarse de una cantidad igual o si la apropiación privada es gravada con impuestos para compensar a aquellos que están excluidos de los recursos naturales. La mayoría de los libertarios de izquierda apoyan alguna forma de redistribución del ingreso basándose en una reclamación de cada individuo para tener derecho a una parte igual de los recursos naturales. Varios libertarios de izquierda de esta escuela argumentan la conveniencia de algunos programas estatales de bienestar social. Dichas políticas pretenden establecer cierta igualdad de oportunidades de los individuos en el punto de partida, pero sin compensar las desigualdades que son producto de diferentes niveles de esfuerzo. 
Este grupo incluye a filósofos políticos tales como Peter Vallentyne, Hillel Steiner, Philippe Van Parijs y Michael Otsuka.